# ممنوعیت استعمال دخانیات

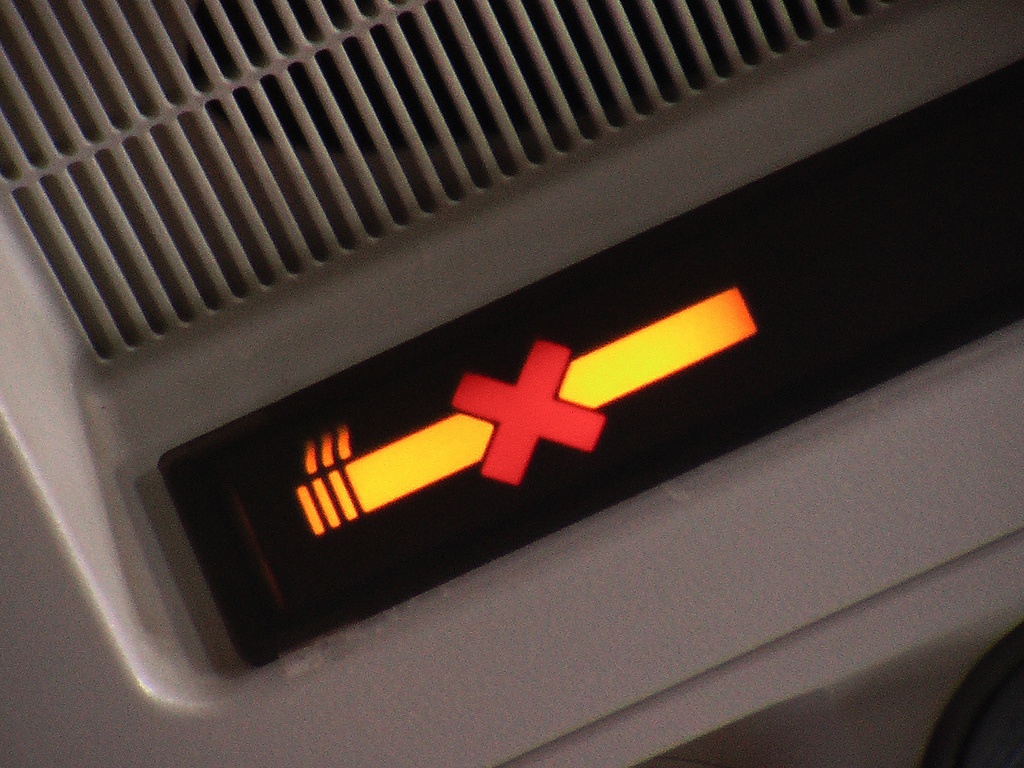
نشان ممنوعیت استعمال دخانیات در کابین هواپیما

ممنوعیت استعمال دخانیات (انگلیسی: Smoking ban) سیاست‌ها و قوانین کیفری عمومی است که در راستای عدم استفاده از دخانیات و به ویژه استعمال سیگار در مناطق خاص - معمولاً در محیط‌های شغلیِ بسته یا سایر مکان‌های عمومی مشابه - مصداق دارد. چنین سیاست‌هایی عموماً برای محافظت از افراد در برابر اثرات منفی سیگارکشیدن یا در معرض دود سیگار قرار گرفتن لحاظ می‌شوند. قوانین مربوط به ممنوعیت استعمال دخانیات در محیط‌های داخلی توسط بسیاری از کشورها و سایر حوزه‌های قضایی، همگام با افزایش دانش عمومی در رابطه با اثرات زیان‌بار دود سیگار وضع‌شده‌است.

## پیش‌زمینه‌های تاریخی

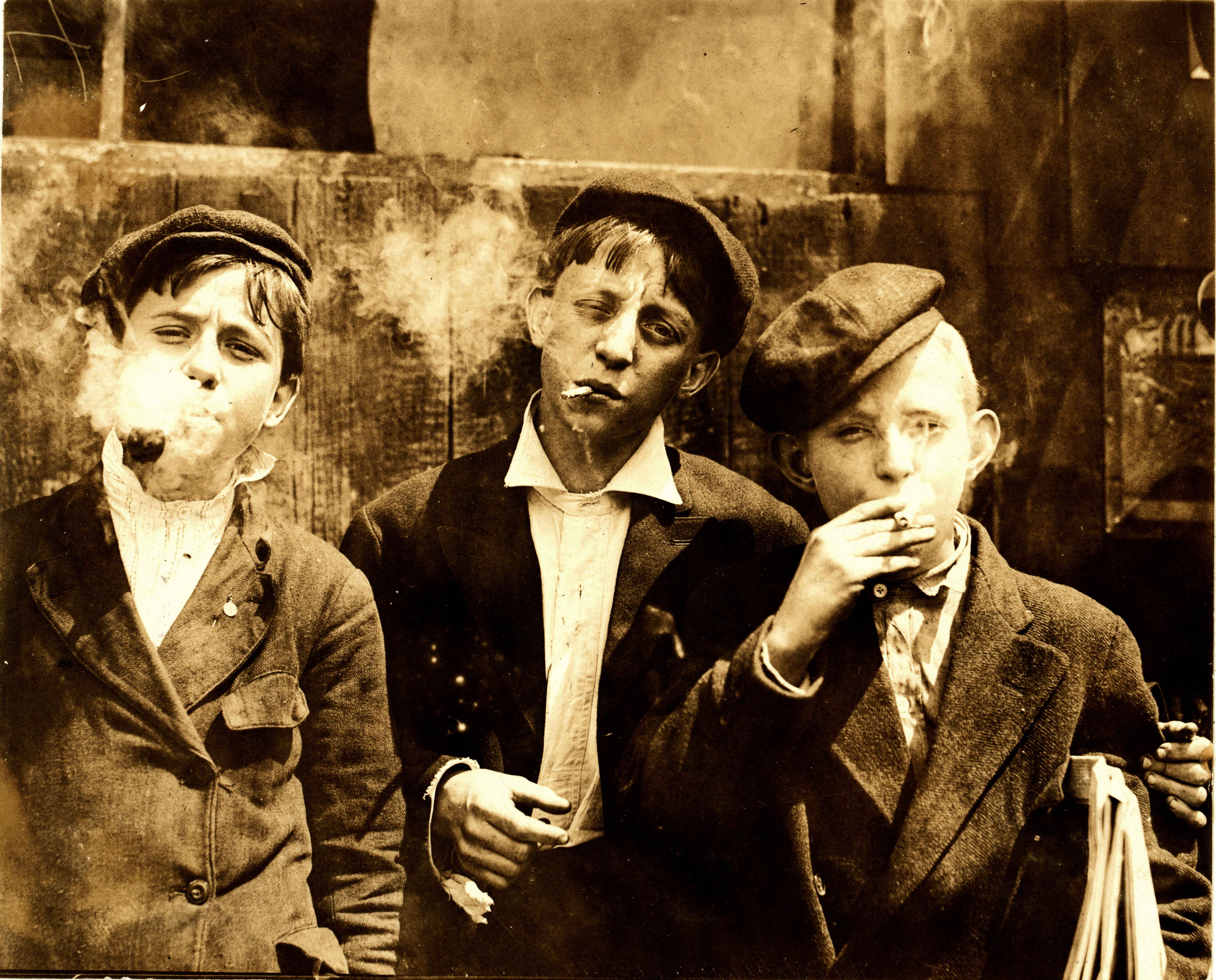
سیگار کشیدن توسط نوجوانان

یکی از مستندات تاریخی و پیشگام در ممنوعیت استعمال دخانیات، قوانین کلیسای کاتولیک روم در سال ۱۵۷۵ میلادی است که استفاده از دخانیات را در کلیساهای مکزیک ممنوع اعلام کرد. در سال ۱۵۹۰، پاپ اوربان هفتم اقداماتی را بر علیه استعمال دخانیات در درون ساختمان‌های کلیسا تدارک دید و تهدید کرد؛ کسی که تنباکو را در ایوان یا داخل کلیسا می‌برد، چنانچه با جویدن، کشیدن، یا استشمام تنباکو از بینی و هر طریق دیگری به استعمال آن بپردازد، تکفیر خواهد شد. این قانون و خطابه در سال ۱۶۲۴ و توسط پاپ اوربان هشتم نیز تأیید شد. در سال ۱۶۰۴ نیز جیمز ششم و یکم رسالهٔ ضد تنباکوی خود را اعلام کرد که بر اساس آن، افزایش مالیات چشمگیری متوجه تنباکو می‌گردید. کشور روسیه از سال ۱۶۲۷ و به مدت ۷۰ سال، تنباکو را ممنوع نموده بود. همچنین، مراد چهارم سلطان عثمانی در سال ۱۶۳۳ فرمان ممنوعیت استعمال دخانیات را اعلام و افراد متخلف را به دست جلاد سپرد.